# عاصمه خان

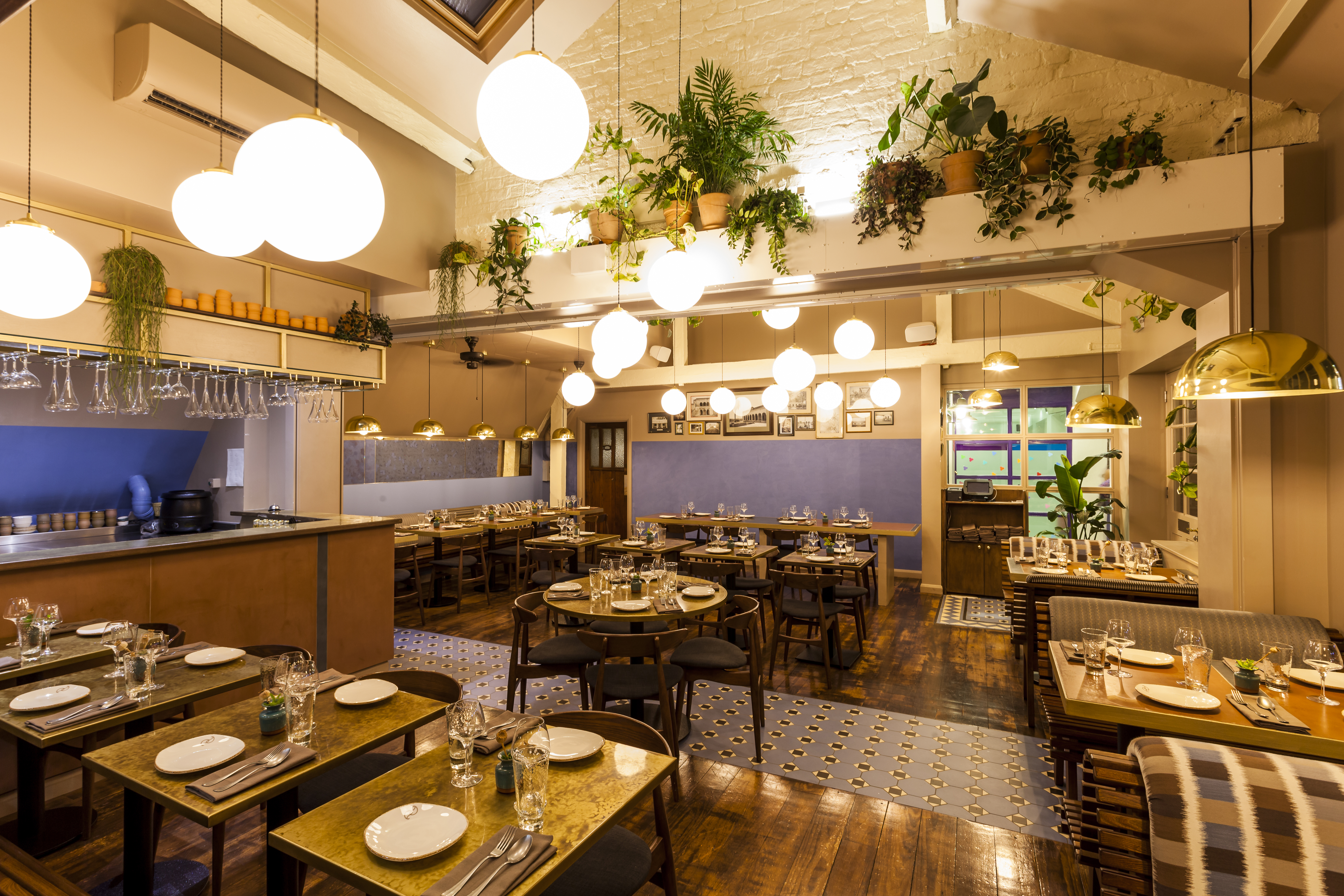
فضای داخلی رستوران «دارجیلینگ اکسپرس»

عاصمه خان (انگلیسی: Asma Khan؛ زادهٔ ۱۹۶۹) مؤلف، حقوق‌دان، سرآشپز و رستوران‌دار هندی-بریتانیایی است. او مالک رستوران «دارجیلینگ اکسپرس» است که در سوهو (لندن) واقع شده‌است. در ژوئن ۲۰۱۹ بیزنس اینسایدر وی را در صدر فهرست «۱۰۰ نفر از باحال‌ترین افراد در غذا و نوشیدنی» خود قرار داد.

## زندگی‌نامه
خان یک ازدواج تعیین‌شده داشت و بلافاصله پس از آن با شوهرش در سال ۱۹۹۱ به کمبریج نقل مکان کرد. او هرگز آشپزی را یادنگرفته بود و دلتنگ غذاهایی بود که با آنها در هند بزرگ شده بود. او برای اولین بار از یکی از خاله‌هایش که در کمبریج زندگی می‌کرد آشپزی را فراگرفت. پس از مرگ خاله‌اش، خان برای یک دیدار چند ماهه به هند بازگشت تا یادگیری آشپزی را با مادرش و آشپز خانواده ادامه دهد. او در گفتگویی به فرانسیس لام گفت که یادگیری آشپزی از مادرش؛ به بهبود رابطه آنها کمک کرده‌است. در سال ۱۹۹۶ شوهرش برای تدریس به دانشکده مطالعات شرقی و آفریقایی لندن منتقل شد، و خان نیز به کینگز کالج لندن تا در رشتهٔ حقوق تحصیل کند. او در سال ۲۰۱۲ با مدرک دکترای حقوق اساسی بریتانیا فارغ‌التحصیل شد.
در سال ۲۰۱۲، پس از اخذ دکترا، خان به ارائه غذا در کلوپ‌های شام خصوصی در خانه خود برای ۱۲ نفر به قیمت ۳۵ پوند را آغاز کرد. ویوک سینگ در یکی از این مهمانی‌های شام حضور داشت و از او دعوت کرد تا در رستورانش، «باشگاه دارچین»، میزبان یک پاپ‌آپ باشد. سرانجام کلوپ‌های شام او به ۴۵ نفر رسید و در سال ۲۰۱۵، پس از شکایت خانواده‌اش، او کلوپ‌های شام خود را به یک بار در سوهو با نام «سان و ۱۳ کانتون» منتقل کرد و به جای شام، به سرو ناهار روی آورد. او در اوایل کار برای رهبری تیم آشپزهای خانگی خود که عمدتاً مهاجران محلی بودند و برای نخستین بار در یک آشپزخانه حرفه‌ای کار می‌کردند، دچار مشکل و چالش بود، اما پس از نقدهای مثبتی که فی مَـشلر نوشت، مشتریان بیشتری کلوپ‌های شام او شدند. او نخستین رستوران خود را در سوهو با کمک‌های مالی شوهرش (که مخالف چنین کار و سرمایه‌گذاری بود) راه‌اندازی کرد که «دارجیلینگ اکسپرس» نام داشت و ۵۶ صندلی داشت و در آن غذاهای خانگی، راجپوت هندی و بنگالی عرضه می‌کرد. این نامِ رستوران برگرفته از قطاری گذاشت که در کودکی در تعطیلات تابستانی سوار شد. تیم او متشکل از زنان مهاجر آسیایی بود که همگی مشاغل تمام‌وقت داشتند و هرگز به‌طور حرفه ای آموزش ندیده بودند. آنها در روزهای مرخصی خود برای خان کار می‌کردند، اما توانستند ساعات کاری دیگر خود را کاهش دهند و در نهایت آنها به‌کلی آن را کنار بگذارند. اکثر کارکنان آشپزخانه که همگی زن هستند، دخترانِ دومِ خانواده هستند و همگی اهل آسیای جنوبی هستند. مجلهٔ غذا و شراب دارجیلینگ اکسپرس را یک «موفقیت بزرگ» نامید.
بی‌بی‌سی در یک مستند کوتاه خان را به عموم معرفی کرد. کتاب آشپزی نخست او «آشپزخانه هندی عاصمه» در سال ۲۰۱۸ توسط انتشارات هارپرکالینز منتشر شد و سان فرانسیسکو کرونیکل آن را یک «رونمایی بی‌نظیر» نامید. این کتاب در فهرست نهایی جایزه «غذاهای لذیذ جهان» در شاخهٔ «بهترین کتاب آشپزی هندی» خود قرار گرفت. یکی از اپیزودهای شفز تیبل به او اختصاص داشت و او نخستین سرآشپز بریتانیایی است که در یک چنین برنامه‌ای معرفی می شد. خان رستوران دارجلینگ اکسپرس را در مارس ۲۰۲۰ در جریان همه‌گیری ویروس کرونا تعطیل کرد. در پایان سال او در کاونت گاردن رستورانی در فضایی با ۱۲۰ صندلی بازگشایی کرد. خان همچنین در مورد اهمیت حضور خود و رستوران در چشم‌انداز فرهنگی و اجتماعی اروپا صراحتاً صحبت کرده‌است. برنامه جهانی غذا وی را سرآشپز مشورت‌دهنده بریتانیا (که نوعی سفیر حسن نیت است) برگزید.